# Szamszi-Adad IV
Szamszi-Adad IV (akad. Šamšī-Adad, tłum. „Słońcem moim jest bóg Adad”) – król Asyrii, syn Tiglat-Pilesera I; według Asyryjskiej listy królów odsunął on od władzy swego bratanka Eriba-Adada II i panował przez 4 lata. Jego rządy datowane są na lata 1053-1050 p.n.e.